# Denmark (Carolina del Sud)
Denmark è una città di 2.934 abitanti degli Stati Uniti d'America situata nella contea di Bamberg nello Stato della Carolina del Sud.